# Det vackra Norge
Det vackra Norge, (norska Norge, vårt Norge, i toner og billeder eller Selvigs Norgesfilm, är en norsk svartvit stumfilm (dokumentär) från 1929. Filmen regisserades av Lyder Selvig och fotades av Ottar Gladtvet och Paul Berge.
Filmen skildrar Norges geografi, kultur, historia och det norska samhället. Filmen var uppdelad i sex avsnitt: 1. Norges beliggenhet og størrelse. 2. Historie og forfatning. 3. Turistlandet Norge. 4. Det arbeidende Norge: Akerbruk, skogsdrift, skipsfart, hvalfangst, fiskerier, hjemmeindustri, storindustri. 5. Det kulturelle Norge. 6. Sportslandet Norge. Den producerades av Spektro-film, distribuerades av Kinografens Filmbureau AS och hade premiär den 18 november 1929 i Norge. Den hade svensk premiär den 3 februari 1930 på Sturebiografen i Stockholm och hade då försetts med den svenska titeln Det vackra Norge.